# MTO
MTO, sigla para Motorsports Software Technical Office, é uma desenvolvedora e distribuidora de jogos de Yokohama fundada em Maio de 1996. A companhia é mais conhecida pelas séries GT de jogos (GT Advance Championship Racing, GT Pro Series) e os mais recentes jogos de pets como Dogz e Catz.

## Jogos desenvolvidos
| Ano  | Título                           | Plataforma    | Publicadora |
| ---- | -------------------------------- | ------------- | ----------- |
| 2001 | GT Advance Championship Racing   | GBA           | THQ         |
| 2002 | GT Advance 2: Rally Racing       | GBA           | THQ         |
| 2002 | GT Advance 3: Pro Concept Racing | GBA           | THQ         |
| 2003 | GT Cube                          | GameCube      | MTO         |
| 2006 | Catz                             | GBA DS        | Ubisoft     |
| 2006 | Dogz                             | DS            | Ubisoft     |
| 2006 | GT Pro Series                    | Wii           | MTO Ubisoft |
| 2006 | Hamsterz Life                    | DS            | Ubisoft     |
| 2006 | Horsez                           | DS PS2 PC GBA |             |
| 2007 | Dogz 2                           | DS            | Ubisoft     |
| 2007 | Master Chef                      | DS            | Ubisoft     |
| ???  | ActiveDogs                       | PS3           | TBA         |

## Jogos lançados
| Ano  | Título        | Plataforma       | Desenvolvedor   |
| ---- | ------------- | ---------------- | --------------- |
| 2003 | Castleween    | PS2 GameCube GBA | Wanadoo Edition |
| 2003 | GT Cube       | GameCube         | MTO             |
| 2006 | GT Pro Series | Wii              | MTO Ubisoft     |